# Schéma régional d'aménagement, de développement durable et d'égalité des territoires
En France, le schéma régional d'aménagement, de développement durable et d'égalité des territoires (SRADDET) est un schéma régional de planification qui fusionne plusieurs documents sectoriels ou schémas existants : schéma régional d'aménagement et de développement durable du territoire (SRADDT), plan régional de prévention et de gestion des déchets (PRPGD), schéma régional de l'intermodalité (SRI), schéma régional climat air énergie (SRCAE) et le schéma régional de cohérence écologique (SRCE). Le SRADDET – qui remplace le SRADDT, créé en 1995 et modifié en 1999 – a été institué par la loi NOTRe dans le contexte de la mise en place des nouvelles Régions (en 2016).
Le SRADDET en tant que document d'aménagement du territoire - contrairement aux documents d’urbanisme -  ne détermine pas de règles d'affectation et d'utilisation des sols ; c'est un document stratégique, prospectif et intégrateur, qui est cependant opposable à certains niveaux de collectivité (« sa portée juridique se traduit par la prise en compte de ses objectifs et par la compatibilité aux règles de son fascicule ; les schémas de cohérence territoriale (SCOT) et, à défaut, des plans locaux d'urbanisme (PLU), des cartes communales ou des documents en tenant lieu, ainsi que des plans de déplacements urbain (PDU), des  plans climat-air-énergie territoriaux (PCAET) et des chartes des parcs naturels régionaux (PNR), doivent prendre en compte les objectifs du SRADDET et être compatibles avec les règles de son fascicule »).

## Le SRADDET: fusion de schémas préexistants
Le SRADDET fusionne plusieurs schémas préexistants dont :
- le schéma régional climat air énergie ;
- le schéma régional des infrastructures et des transports (SRIT) [4] ;
- le  schéma régional de l'intermodalité (SRI)[5] ;
- le schéma régional de cohérence écologique (SRCE) ;
- le plan régional de prévention et de gestion des déchets (PRPGD).

## Objectifs
Le SRADDET remplace les anciens Schémas régionaux d'aménagement et de développement durable du territoire (ou SRADDT), en précisant comme eux, les orientations fondamentales et horizons temporels du développement soutenable d'un territoire régional et ses principes d'aménagement, mais avec un contenu élargi.
Le SRADDET définit des objectifs et des règles se rapportant à onze domaines obligatoires des « objectifs de moyen et long termes en matière d'équilibre et d'égalité des territoires, d'implantation des différentes infrastructures d'intérêt régional, de désenclavement des territoires ruraux, d'habitat, de gestion économe de l'espace, d'intermodalité et de développement des transports, de maîtrise et de valorisation de l'énergie, de lutte contre le changement climatique, de pollution de l'air, de protection et de restauration de la biodiversité, de prévention et de gestion des déchets » ,. « De plus, en fonction des enjeux régionaux, la Région peut se saisir d’autres domaines contribuant à l’aménagement du territoire, pour lesquels elle détient une compétence exclusive » .
Les objectifs du SRADDET sont quantitatifs et/ou qualitatifs et doivent être compatibles (sens juridique du terme) avec ceux des schémas directeurs d'aménagement et de gestion des eaux (SDAGE) et avec les plans de gestion des risques d’inondation (PGRI) ; ils doivent aussi prendre en compte divers projets, orientations et schémas cités à l'article L. 4251-2 du code général des collectivités territoriales (CGCT).
Ce schéma doit répondre à plusieurs obligations :
- il doit respecter les règles générales d'aménagement et d'urbanisme à caractère obligatoire, de même que les servitudes d'utilité publique affectant l'utilisation des sols[3].
- il doit être compatible avec les SDAGEs, ainsi qu'avec les plans de gestion des risques inondations[3].
- Il doit prendre en compte les projets d'intérêt général (PIG), une gestion équilibrée de la ressource en eau, les infrastructures et équipements en projet et les activités économiques, les chartes des parcs nationaux et les schémas de développement de massif[3].

## Contenu du SRADDET
Selon l'Art. R. 4251-1., le schéma régional d'aménagement, de développement durable et d'égalité des territoires est composé :
- d'un rapport consacré aux objectifs du schéma illustrés par une carte synthétique ;
- d'un fascicule regroupant les règles générales organisé en chapitres thématiques ;
- de documents annexes.

### unrapport
Ce rapport présente les objectifs du schéma.

Il est illustré par une « carte synthétique et indicative » illustrant les objectifs du schéma  ;

### unfasciculede règles générales
Le fascicule présente :
- Les règles générales, qui y sont organisées en chapitres thématiques. ces règles doivent au moins concerner les thèmes suivants : infrastructures, transports, intermodalité ; air, climat, énergies, dont renouvelables et de récupération ; biodiversité ; déchets (tous types de déchets hors nucléaires).

Elles ne doivent pas directement générer de dépenses pour les collectivités infrarégionales, hormis dans le cadre de conventions signées entre le Conseil régional et des EPCI à fiscalité propre).
- les modalités et indicateurs de suivi et d'évaluation de l'application de ces règles générales et de leurs incidences[9] ;
- ... avec dans le champ de la biodiversité, l'indication de certaines actions de gestion, d'aménagement ou d'effacement des éléments de fragmentation, ainsi que des mesures conventionnelles et des mesures d'accompagnement permettant d'atteindre les objectifs de préservation et de remise en bon état de la fonctionnalité des continuités écologiques[10],[9].

Facultativement, tout ou partie de ces règles peuvent être assorties de documents graphiques et/ou de mesures d’accompagnement destinées aux acteurs de l'aménagement et du développement durable régional, (en complément de certaines mesures de gestion, qui elles sont obligatoires, en matière de biodiversité;

### desannexes
Ces annexes comprennent :
- un rapport sur les incidences environnementales (aussi nommé rapport environnemental par le code de l'environnement), rapport qui "rend compte" de l'évaluation environnementale du schéma (réalisée dans les conditions prévues par le chapitre II du titre II du livre Ier du code de l'environnement)[12], incluant un résumé non-technique des informations suivantes :

1. présentation  générale résumant  les  objectifs  du  plan, schéma, programme  ou  document de planification et son contenu, son articulation avec d'autres plans, schémas, programmes ou documents de planification et, le cas échéant, si ces derniers ont fait, feront ou pourront eux-mêmes faire l'objet d'une évaluation environnementale ;
2. description  de  l'état  initial  de  l'environnement (du territoire  concerné), 
les  perspectives  de  son  évolution probable si le plan, schéma, programme ou document de planification n'est pas mis en œuvre, 
les principaux enjeux environnementaux de la zone dans laquelle s'appliquera le plan, schéma, programme ou document de planification et les caractéristiques environnementales des zones qui sont susceptibles d'être touchées par la mise en  œuvre  du  plan, schéma, programme  ou  document  de  planification. 
Lorsque  l'échelle  du  plan, schéma, programme ou document de planification le permet, les zonages environnementaux existants sont identifiés ;
3. solutions de substitution raisonnables, permettant de répondre à l'objet du plan, schéma, programme ou document de planification dans son champ d'application territorial. Chaque hypothèse fait mention des avantages et inconvénients qu'elle présente, notamment au regard des 1° et 2° ci-dessus

- l'état des lieux de la prévention et de la gestion des déchets (dans la région) et de la prospective de l'évolution tendancielle des quantités de déchets produites sur le territoire, prévus respectivement par le 1° et par le 2° du I de l'article R. 541-16 du code de l'environnement (voir PRPGD) ;

- le diagnostic du territoire régional, la présentation des continuités écologiques retenues pour former la trame verte et bleue régionale, le plan d'action stratégique et l'atlas cartographique prévus (par les articles R. 371-26 à R. 371-29 du code de l'environnement).

Les données et informations seront aussi actualisées que possible et leurs sources seront précisées. L'autorité environnementale a recommandé d’intégrer dans une partie unique des annexes du SRADDET ce diagnostic et l’analyse de l’état initial de l’environnement. Le contenu de cette partie doit être aisément appropriable par le public, et l’évaluation environnementale pourra y renvoyer. L'évaluation environnementale précisera  "les  conditions  de  suivi  de  la  mise en œuvre du schéma et de l’atteinte progressive des objectifs", "afin notamment de corriger les 
trajectoires en cas d’écart constaté".

## Méthode d'élaboration
Elle est cadrée par l'article 10 de la loi.
Le Conseil régional produit une délibération définissant, à l’issue d'un débat avec la CTAP, les modalités d’élaboration du SRADDET. Cette délibération fixe :
1. un calendrier prévisionnel d'élaboration
2. les modalités d'associations des parties prenantes
3. une liste des personnes publiques associées (PPA) aux divers volets du schéma.

Le Conseil régional organise un débat sur les objectifs du SRADDET (avant son élaboration)
Sont obligatoirement « associés » à l'élaboration du schéma :
- le représentant de l'État en région, les métropoles urbaines, les EPCI à fiscalité propre compétents en matière de PLUI (Les métropoles et les EPCI à fiscalité propre compétents en matière de PLUI formulent des propositions relatives aux règles générales) ;
- les Conseils départementaux (sur les thèmes des voiries et des infrastructures numériques) ;
- les établissements publics et les syndicats mixtes chargés d'élaborer un SCoT.

Sont facultativement associés :
- Des EPCI à fiscalité propre ne figurant pas dans le périmètre d’un SCOT
- le conseil économique, social et environnemental régional (CESER)
- les chambres consulaires (CCI, chambres d'agriculture, chambres des métiers et de l’artisanat)
- toute autre personne publique que le Conseil régional souhaiterait consulter

Les avis obligatoires sont ceux des métropoles et EPCI à fiscalité propre chargés d’un PLUI, de l’autorité administrative de l'État compétente en matière d'environnement (DREAL) et de la CTAP.
Le SRADDET est soumis à une évaluation environnementale (de même qu'y étaient soumis les 4 plans sectoriels auxquels se substitue le SRADDET). Ce travail doit proposer plusieurs scenarios en se fondant  « sur la comparaison multicritères de différentes actions envisagées par la collectivité constituant des « solutions de substitution raisonnables » au sens de la réglementation ». Elle est clôturée par un avis rendu par l'autorité environnementale (Ae, Inspection Générale de l'Environnement et du Développement Durable) et dans ce cadre notamment soumis à une évaluation de ses incidences sur le réseau Natura 2000 . L'avis porte sur la qualité du rapport environnemental et la prise en compte de l'environnement (y compris des régions et pays voisins) par le schéma.
Ensuite, une enquête publique est organisée, et le Préfet de Région, après contrôle de légalité peut prendre un arrêté préfectoral validant le SRADDET.

## Prise en compte du SRADDET par les autres collectivités
Les Schémas de COhérence Territoriale (ou les Plans Locaux d'Urbanisme en l'absence de SCOT), les Plans de Déplacements Urbains et Plans Climat-Air-Énergie Territoriaux ainsi que les chartes des parcs naturels régionaux ont obligation de 
- prise en compte les objectifs du SRADDET
- compatibilité  avec les règles générales du « fascicule » figurant dans le schéma pour les dispositions auxquelles elles sont opposables.

Les documents d'urbanisme locaux antérieurs à l’approbation du 1er SRADDET, devront être modifiés lors de la 1re révision de ces derniers suivant l’approbation du SRADDET pour :
- Prendre en compte les objectifs du SRADDET
- Être mis en compatibilité avec les règles générales du SRADDET

## Suivi
Le SRADDET fait l'objet d'un bilan dans les six mois suivant le renouvellement général des conseils régionaux pour voir si une révision s'impose.

## Délais
Le SRADDET devait être adopté par le conseil régional dans les trois années qui suivent le renouvellement général de cette assemblée, mais ce délai a été décalé au vote d'une ordonnance.

## SRADDET et autres Schémas régionaux
Avec le SRADDET, la loi NOTRe a ainsi généralisé la planification régionale à portée normative auparavant réservée aux seules régions d’outre-mer (SAR), à l’Île-de-France (SDRIF) et à la collectivité territoriale de Corse (PADDUC). Néanmoins, à la différence de ces différents schémas spécifiques qui ont été conservés, la compétence du SRADDET en matière d’urbanisme n’est toutefois pas clairement affirmée : "les seuls objectifs tenant à l’habitat, à la gestion économe de l’espace et à la protection et la restauration de la biodiversité, ne suffisent pas à le rattacher aux premiers schémas, qui jouissent d’une vraie compétence en matière d’affectation des sols, de détermination des espaces naturels ,agricoles et forestiers, de localisation des extensions urbaines, ainsi que celle des activités industrielles, commerciales, artisanales, agricoles, forestières, touristiques..."